# Албрехт фон Льовенщайн-Вертхайм-Вирнебург
Албрехт фон Льовенщайн-Вертхайм-Вирнебург (на немски: Albrecht von Löwenstein-Wertheim-Virneburg; * 20 август 1647, Вертхайм; † 17 март 1688, Льовенщайн) от фамилията Вителсбахи, е граф на Льовенщайн-Вертхайм-Вирнебург.

## Произход
Той е син на граф Фридрих Лудвиг фон Льовенщайн-Вертхайм-Вирнебург (1598 – 1657) и третата му съпруга фрайин Анна Сидония фон Тойфенбах (1623 – 1657), дъщеря на фрайхер Зигмунд Фридрих фон Тойфенбах и на София. Полубрат е на Лудвиг Ернст (1627 – 1681), Фридрих Еберхард (1629 – 1683) и Густав Аксел (1632 – 1683), синовете от първия брак на баща му с графиня Анна Хедвиг цу Щолберг-Ортенберг (1599 – 1634).
Линията Льовенщайн-Вертхайм е създадена от пфалцграф и курфюрст Фридрих I фон Пфалц († 1476), който дава графството Льовенщайн на морганатичния си син Лудвиг I (1463 – 1523) и той основава княжеската фамилия Льовенщайн-Вертхайм, която още съществува.
Албрехт умира на 17 март 1688 г. в Льовенщайн, Щутгарт, на 40 години.

## Фамилия
Албрехт се жени на 19 април 1670 г. в Грайфщайн при Браунфелс за графиня Шарлота Ернестина фон Золмс-Браунфелс (* 19 септември 1646; † 6 април 1720), дъщеря на граф Вилхелм II фон Золмс-Браунфелс-Грайфенщайн (1609 – 1676) и графиня Йоханета Сибила фон Золмс-Хоензолмс (1623 – 1651). Те имат седем деца:
- София Елеонора (* 1 февруари 1671; † 29 юли 1671)
- Вилхелм Фридрих (* 19 февруари 1673; † 8 април 1718), граф на Льовенщайн-Вертхайм-Вирнебург, женен 1698 г. в Лайнцел за Сибила Мария Магдалена фон Ланг цу Лайнцел (* 15 септември 1680; † 2 май 1735)
- Лудвиг Ернст (* 2 октомври 1674; † октомври 1674)
- Доротея Сибила Флорентина (* 16 януари 1677; † 11 октомври 1740)
- Лудвиг Мориц (* 22 април 1678; † 28 май 1741)
- Шарлота София (* 18 март 1681; † 25 август 1681)
- Йохан Максимилиан Хайнрих (* 12 май 1684; † 1684)